# A.J. Hammons
Aaron Jarrell Hammons, né le 27 août 1992 à Gary, Indiana, est un joueur américain de basket-ball. Il évolue au poste de pivot.

## Biographie

### Carrière universitaire
Il passe ses quatre années universitaires à l'université Purdue où il joue pour les Boilermakers entre 2012 et 2016.
En 2015, il est nommé dans le deuxième meilleur cinq majeur de la Big Ten Conference pour la saison 2014-2015. En avril 2015, il choisit de poursuivre son cursus universitaire en restant une quatrième et dernière année à Purdue.

### Carrière professionnelle

#### Mavericks de Dallas (2016-2017)
Le 23 juin 2016, lors de la draft 2016 de la NBA, automatiquement éligible, il est sélectionné à la 46e position par les Mavericks de Dallas. Le 8 juillet 2016, il signe avec les Mavericks et participe à la NBA Summer League 2016 de Las Vegas avec l'équipe. En six matches (dont six titularisations), il a des moyennes de 4,5 points, 4,33 rebonds, 1,17 passe décisive, 0,5 interception et 0,5 contre en 17 minutes par match.

## Statistiques

### Universitaires
| Saison    | Équipe | Matchs | Titul. | Min./m | % Tir | % 3pts | % LF | Rbds/m. | Pass/m. | Int/m. | Ctr/m. | Pts/m. |
| --------- | ------ | ------ | ------ | ------ | ----- | ------ | ---- | ------- | ------- | ------ | ------ | ------ |
| 2012-2013 | Purdue | 34     | 27     | 23,1   | 49,5  | 0,0    | 68,1 | 6,00    | 0,62    | 0,32   | 1,97   | 10,56  |
| 2013-2014 | Purdue | 31     | 25     | 25,0   | 51,1  | 0,0    | 70,1 | 7,42    | 0,48    | 0,42   | 3,10   | 10,81  |
| 2014-2015 | Purdue | 34     | 23     | 24,3   | 54,0  | 0,0    | 66,9 | 6,65    | 0,91    | 0,50   | 2,82   | 11,91  |
| 2015-2016 | Purdue | 33     | 20     | 24,6   | 59,2  | 54,5   | 70,9 | 8,18    | 1,12    | 0,27   | 2,55   | 14,97  |
| Total     |        | 132    | 95     | 24,2   | 53,8  | 26,1   | 69,0 | 7,05    | 0,79    | 0,38   | 2,60   | 12,07  |

## Palmarès
- AP Honorable Mention All-American (2016)
- First-team All-Big Ten (2016)
- Second-team All-Big Ten (2015)
- Big Ten Defensive Player of the Year (2016)
- 3× Big Ten All-Defensive Team (2014–2016)
- Big Ten All-Freshman Team (2013)